# 达姆施塔特工业大学
达姆施塔特工业大学（德語：Technische Universität Darmstadt），是德国历史悠久的理工大学，位於黑森州达姆施塔特，在工程学、自然科学及建筑学领域享有很高的学术声誉，有「德國柏克萊大學」之稱。
是各自德意志联邦共和国诞生以来，第一个自主办学的公立大学。自理财政预算和不动产管理，并独立自由地聘请教授。德国九所卓越理工大学联盟TU9成员之一，两次入选德国大学卓越计划。
学校以严苛的培养、考核闻名。根据德国经济周刊（Wirtschaftswoche）每年对大量雇主的反馈調查，达姆工大毕业生在以下领域得到的评价長年位列德国前三：机械工程、电气与电子工程、计算机科学、自然科学、经济信息学、经济工程。具体到计算机科学的学术成果发表，达姆施塔特工业大学在密码学、信息安全和软件工程领域位列欧洲第一，  在人工智能、机器学习、深度学习、机器人技术、计算机视觉和自然语言处理领域位列欧洲第二、德国第一。
此外，达姆施塔特工业大学在德国理工大学中培养出了最多的高級主管。

## 历史

### 起步阶段[6]
达姆施塔特工业大学的起源，最早可追溯于1836年成立的一所高等商业学校（德语：Höhere Gewerbschule，英语：Higher Trade School）。1844年学校获得了位于 Kapellplatz 的一幢建筑作为学校的教学用地。经过近20年的发展，1864年在达姆施塔特市成立了一所技术学校（德语：Technische Schule，英语：Technical School），并于1868年成立大公黑森技术学校（德语：Großherzoglich Hessische Polytechnische Schule zu Darmstadt，英语：Grand Ducal Hessian Polytechnic School of Darmstadt）。当时黑森大公国的政界，对于是否应该建立这样一所技术学校进行过激烈的讨论。讨论的核心在于处于贫穷状态的大公国，是否能负担得起一个以技术为导向的高等教育机构，甚至是一所理工学院。
1877年10月10日黑森大公路德维希四世将早期的技术学校，更名为达姆施塔特工业大学（Technische Hochschule Darmstadt）。1881年至1882年该校的学生人数并不多，公众开始广泛讨论是否应关闭这所大学。与此同时在1882年的美国纽约，托马斯·爱迪生建立了全世界第一个用于民用住宅的发电厂。当时的人们坚信电能会征服世界，但世界范围内并没有足够训练有素的电气工程师。达姆施塔特工业大学预见到了这个技术职务的人力空缺，并在面临被关闭的困境中，同当地政府一道做出了一个大胆的决定，建立全球电气工程的第一把交椅。就此，电气工程系应运而生，并成为达姆施塔特工业大学的第六个科系，德国物理学家 Erasmus Kittler 被委任为第一任教授。在此之前没有任何理工学院或大学拥有自己的电气工程系。正是这个前瞻性的决定，促使达姆施塔特工业大学在飞速发展的电气工程领域处于全球领先地位。这反过来又导致了学生人数的持续上升，对于关闭这所工业大学的讨论也就此终结。

### 早期阶段
1895年学校在 Hochschulstrasse 建造了一批新的建筑，其中包括达姆施塔特工业大学的老主楼及其正对面的学院楼。在第一次世界大战前的二十年里，大学的所有学科进行多元化地扩张。新的学科如造纸和纤维素化学被引入教学。并早在1913年成立了航空学系和飞行力学学系。与此同时，政治气候变得更加紧张。在达姆施塔特，针对于外国学生的政治两极化分歧爆炸式地愈演愈烈。达姆施塔特工业大学有着相当庞大的外国学生群体。例如在1906年，多达四分之三在电气工程系学习的学生来自国外。
第一次世界大战之后，达姆施塔特工业大学迫切需要对当前的教育系统进行改革，这被看作是当时能够满足现代工业社会要求的前提。激烈的讨论再次展开，学校认为自身不应该仅仅专注于纯粹的技术教育，而是应该扩大教学范围，超越纯粹的技术教育，以培养出未来能够在社会发展过程中起到主导作用的工程师。1924年，第一个以此为发展方向的具体步骤开始实施。至此之前，所有非技术类学系全部归属于“通识学系”（General Faculty）。改革后，之前的通识学系被分为数学与自然科学以及文化研究与政治学两个学部。除此之外，为了使学生不仅仅局限于其自身狭窄的学习领域，学校开始实施更多的优化措施，包括提升经济学比重，以及在政治科学，科技与社会学史聘请教授。

### 第二次世界大战之后
1944年9月11日夜间，达姆施塔特市区80%的面积，其中包括很多大学的建筑，在一次炸弹袭击中被全部摧毁。1945年间，依据盟军法令达姆施塔特工业大学被迫短期部分关闭，直至1946年重新开放。在此期间，电气工程系仍然保持着工作。他们的任务是，在和美军的合约框架下打造V-2火箭系统的零組件。在及其困难的战后的形势下，大学教职员工和学生都努力设法在在严重受损的建筑物中工作，这是当时唯一可行的临时解决方案。早在1947年，达姆施塔特工业大学就主办了首届 "国际工程教育研讨会" （IKIA - Internationaler Kongress für Ingenieurausbildung）。会议中，与会者讨论了在政治界和社会中，科学精英以及技术知识分子的道德职责。鉴于战争所带来的灾难性后果，与会者（除了美国，因其已经与达姆施塔特工业大学签订和約，继续进行武器研发），承诺今后将以人类的和平发展为唯一目的去进行工程和科学领域的教学与研究。
达姆施塔特工业大学战后时期的重建主要是基于20世纪60年代的一项重要发展计划，这也是大学和国家应对不断上升的学生总量的一项重要举措。由于在城市中心几乎没有额外可用于建设的土地，1963年大学决定在“Lichtwiese”地区（处于城市郊区的前机场）进行大学的扩建计划。由于在20世纪60年代末和70年代初许多建筑（包括一个新的学生餐廳）在这里建立起来，Lichtwiese 最终成为了达姆施塔特工业大学的第二个校区。

### 20世纪70年代的大学改革
1968年，达姆施塔特工业大学的学生运动导致了在国家和区域层面大学的进一步改革。它旨在建立明确的大学结构并确保所有大学成员有权参与到决策过程中。1970年，黑森州高等教育法（Hessisches Hochschulgesetz）开始生效。这促使达姆施塔特工业大学建立起新的大学结构。这种新的大学结构以校长法规和统一管理体制为基础，并将大学细分为下属学院。20世纪70年代中期，达姆施塔特工业大学的学生人数再次迅速增长，而教职员工的发展却远远落后。迫于来自中央政府或学校自身的压力，大学的录取人数受到严重限制。尽管教职员工面临着高负荷的工作，达姆施塔特工业大学仍旧成功设立了一批以未来为导向的学科，比如1974年成立的信息科学学院，1987年成立的跨学科技术研究中心（Zentrum für Interdisziplinäre Technikforschung – ZIT）以及1989年成立的材料科学系等。

### 20世纪末及21世纪

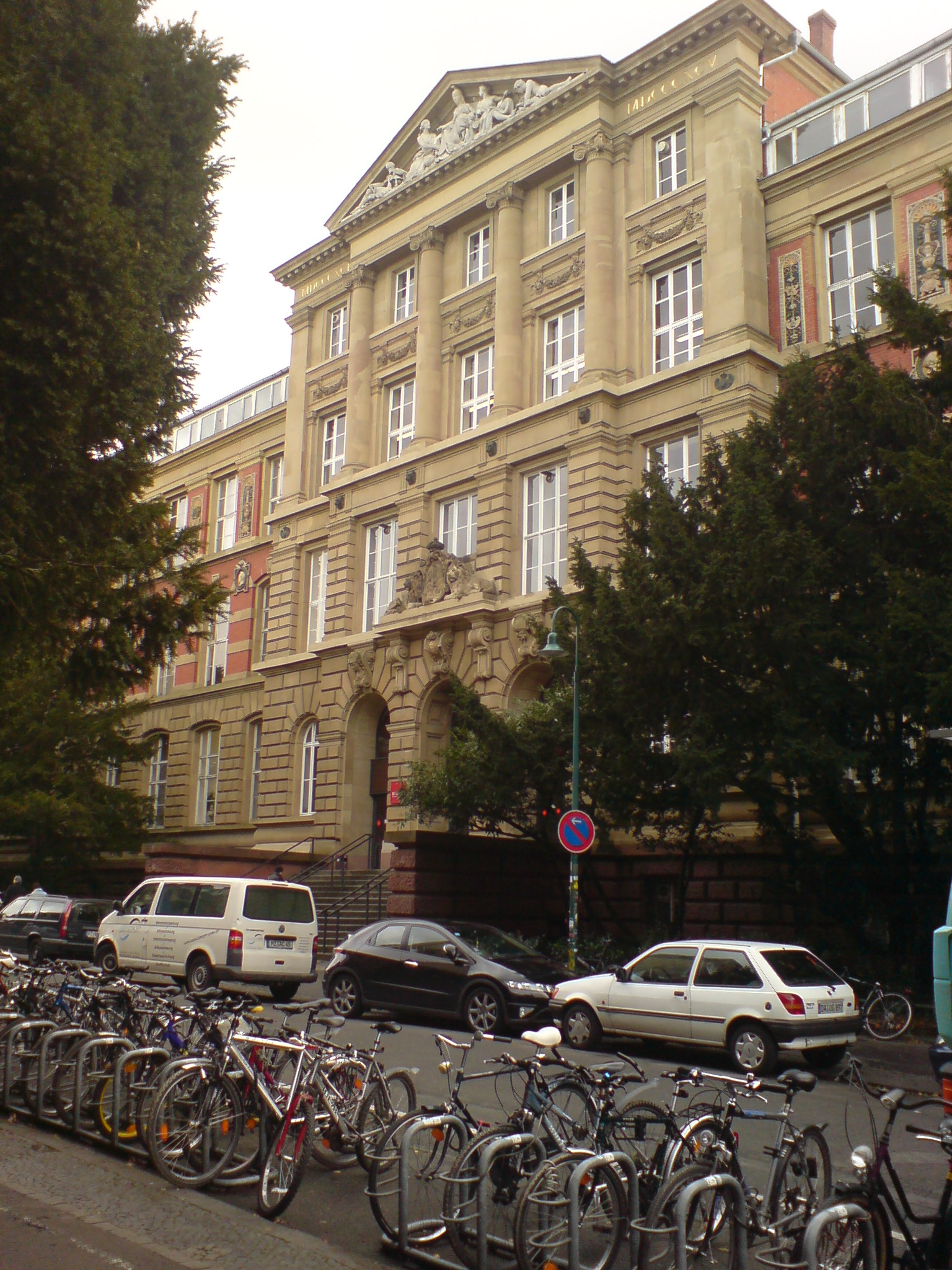
达姆施塔特工业大学主樓

1997年10月1日，达姆施塔特工业大学的德文名称 Technische Hochschule Darmstadt 正式更改为 Technische Universität Darmstadt，并一直沿用至今。2005年1月1日，TUD 法（TUD Law）的正式颁布使得达姆施塔特工业大学成为德国一个具有自治权的公立大学。就此，新的大学管理结构开始实施，大学可以自主支配其预算并管理不动产，大学亦可以自主聘请教授并进行工资谈判等。在2006年及2012年举行的第二轮和第三轮德国大学卓越计划评选中，达姆施塔特工业大学的2个精英研究生院和1个精英集群获得资助。

## 科系设置
共有13个学院，4个跨学科系，5个特别研究领域，共提供约100项可就读专业。13个学院是：
文科
- 工商管理、经济及法律
- 社会科学及历史
- 人文科学（教育科学、心理学及体育科学）

理科
- 数学
- 物理
- 化学
- 生物
- 材料及地质科学

工科
- 土木工程及测地学
- 建筑
- 机械工程
- 电气电子工程及信息技术
- 计算机科学

## 研究院与研究所
- 微机电纳米技术研究所
- 自动化研究所
- 电机设计研究所
- 流体系统研究所
- 力学研究所
- 人机工程研究所
- 机械电子研究所
- 印刷技术研究所
- 飞行系统控制研究所
- 制造加工研究所
- 热动力研究所
- 能源系统科技研究所
- 电子机械研究所
- 光学研究所
- 半导体纳米研究所
- 高频电子研究所
- 通信技术研究所
- 微波研究所
- 集成控制芯片研究所
- 材料研究所
- 信息技术研究所

## 基础设施
达姆施塔特工业大学共有约26万平方米主要教学科研用地，140个不同大小的教学楼。
- 大学和州图书馆
- 两食堂和三小酒吧
- 城堡地下室
- 计算机中心
- 植物学花园
- 体育运动中心
- 运动健康中心
- 飞机实验飞行基地
- 奥古斯特·欧拉机场[7]
- 风洞实验中心
- 语言中心
- 学习咨询中心

## 企业合作
- 宝马（BMW）
- 西门子（Siemens）
- 劳斯莱斯（Rolls-Royce）
- 德铁（DB）
- 博世（Bosch）
- 巴斯夫（BASF）
- 默克（Merck）
- SAP
- Intel

## 排名

### 德国《经济周刊》
- 德国高校排行榜2010：综合（1）
- 德国高校排行榜2011：综合（2）
  - 其中：电气与电子工程（2） 机械工程（3） 计算机（4） 经济信息工程（1） 自然科学（4） 经济工程（3）

达姆施塔特工业大学是毕业生中DAX董事会成员最多的大学之一。 目前，她在德国排名第二，在TU9排名第一。 （截至2019年9月）

### 美国《新闻周刊》
- 2021 全球大学排名 工程及IT类排名：全球第248名

## 知名校友
- 赫尔曼·施陶丁格（Hermann Staudinger，1881–1965）：化学家，1953年度诺贝尔化学奖获得者[8]
- 格哈德·赫茨贝格（Gerhard Herzberg，1904–1999）：物理学家、物理化学家，1971年度诺贝尔化学奖获得者
- 霍斯特·施特默（Horst Störmer，* 1949）：物理学家，1998年度诺贝尔物理学奖获得者
- 彼得·格林贝格（Peter Andreas Grünberg，1939–2018）：物理学家，2007年度诺贝尔物理学奖获得者
- 哈伊姆·魏茨曼（Chaim Azriel Weizmann，1874–1952）：化学家、政治家，以色列第一任总统
- 威廉·普拉格（William Prager，1903–1980）：应用数学家、力学家
- 恩斯特·施羅德（1841–1902）：数学家
- Mikhail Dolivo-Dobrovolsky（1862–1919）：三相电动机发明者
- Heinrich Hencky（1885–1951）：工程师，力学家，提出Hencky应力方程
- Ernst May（1886–1970）：建筑师，城市规划师（新法兰克福）
- Eduard Zintl（1898–1941）：化学家，Zintl phase发现者
- Kurt Heinrich Debus（1908–1983）：火箭飞行器专家，美国NASA肯尼迪空间站主要设计者
- Günter Behnisch（1922–2010）：著名建筑师，慕尼黑奥林匹克体育场（Olympiastadion München）设计者
- Gerhard Sessler（* 1931）：电子工程师TU Darmstadt电声学教授，驻极体麦克风和硅麦克风发明者
- Bert Rürup（* 1943）：德国经济专家委员会前任主席
- Hans Demant（* 1950）：2004年至2010年任德国欧宝汽车股份公司（Adam Opel AG）董事会主席
- Hans Dieter Pötsch（* 1951）：德国大众集团（VW Konzern）董事会成员，首席财务官（Board of Finance and Controlling）
- Christoph Franz（* 1960）：2011年至2014年任德国汉莎航空股份公司（Deutsche Lufthansa AG）总裁兼CEO

华人知名校友：
- 杜纪川（John Tu，* 1943）：企业家，金士顿科技的主要创始人之一
- 李国豪（1913－2005）：土木工程学家、桥梁结构力学专家，中国科学院和中国工程院院士，曾任同济大学校长、名誉校长
- 汤德全（1915－2006）：中国矿山机电领域著名专家和奠基者，中国工程院院士

## 合作院校
- 美国：加州大学伯克利分校、伊利诺伊大学香槟分校、弗吉尼亚理工大学
- 法國：巴黎中央理工大学
- 瑞典：皇家理工学院
- 瑞士：苏黎世联邦理工学院
- 日本：东京大学
- 新加坡：新加坡国立大学、南洋理工学院
- 中華民國：國立成功大學
- 加拿大：英属哥伦比亚大学、渥太华大学
- ：新南威尔士大学
- 中国：清华大学、同济大学
- 香港：香港科技大學